# The Spring in the Desert
The Spring in the Desert è un cortometraggio muto del 1913 diretto da Frank Montgomery.

## Trama
La trama in inglese, scritta da Moving Picture World synopsis si può leggere su IMDb

## Produzione
Il film fu prodotto dalla Nestor Film Company. Venne girato nel Providencia Ranch, sulle Hollywood Hills, a Los Angeles.

## Distribuzione
Distribuito dall'Universal Film Manufacturing Company, il film - un cortometraggio di una bobina - uscì nelle sale cinematografiche USA il 9 giugno 1913.